# 池田まき子
池田 まき子（いけだ まきこ、1958年4月18日 - ）は、日本の児童向けノンフィクション作家。秋田県鹿角市生まれ。雑誌編集の仕事を経て、1988年留学のためオーストラリアへ渡って以来、首都キャンベラに在住。2018年に帰国して秋田県を活動拠点とする。主に、小中学生向けのノンフィクションを手がけている。

## 主な作品
- 『走れたいよう 天国の草原を』秋田魁新報社 2002年
- 『アボリジニのむかしばなし』新読書社 2002年
- 『カンガルーのポケット』（紙芝居）夏目省吾：絵 童心社 2002年
- 『すすにまみれた思い出 家族の絆をもとめて』（訳書）アンソニー・ヒル：作 金の星社 2003年 ＜第51回産経児童出版文化賞推薦＞
- 『車いすの犬チャンプ ぼくのうしろ足はタイヤだよ』ハート出版 2004年
- 『男鹿水族館GAOの本』小坂満夫：写真 無明舎出版 2004年
- 『3日の命を救われた犬ウルフ 殺処分の運命からアイドルになった白いハスキー』 ハート出版 2005年
- 『花火師の仕事』小阪満夫：写真 無明舎出版 2005年
- 『生きるんだ!ラッキー 山火事で生き残ったコアラの物語』学習研究社 2005年
- 『出動!災害救助犬トマト 新潟の人々とペットを救った名犬物語』ハート出版 2006年
- 『いのちの鼓動が聞こえる 心臓を移植した少女の物語』ハート出版 2006年
- 『検疫探知犬クレオとキャンディー 空港で働く名コンビ』ハート出版 2007年
- 『地震の村で待っていた猫のチボとハル 山古志村で被災したペットたちの物語』 ハート出版 2007年
- 『夢をあきらめない 全盲のランナー・高橋勇市物語』岩崎書店 2008年
- 『こころ飛ぶ、いのち駆ける。盲目の名馬・タカラコスモス物語』主婦と生活社 2008年
- 『オウエンとムゼイ・ふたりはなかよし』（紙芝居）藤田勝治：絵 童心社 2009年
- 『命の教室・動物管理センターからのメッセージ』岩崎書店 2009年
- 『サケと『浅井っ子』のふるさと物語』汐文社 2009年
- 『木の声が聞こえますか 日本初の女性樹木医・塚本こなみ物語』岩崎書店 2010年 ＜第22回読書感想画中央コンクール指定図書（小学校高学年）＞
- 『まぼろしの大陸へ 白瀬中尉南極探検物語』岩崎書店 2010年 ＜第23回読書感想画中央コンクール指定図書（小学校高学年）＞
- 『森がささやいている 木工家が見つめる木の命』岩崎書店 2011年
- 『もっと生きたい! 臓器移植でよみがえった命』岩崎書店 2012年
- 『平和のバトンをつないで 広島と長崎の二重被爆者・山口彊さんからの伝言』タムラフキコ：絵 WAVE出版 2014年
- 『光と音のない世界で 盲ろうの東大教授・福島智物語』岩崎書店 2014年
- 『クニマスは生きていた!』汐文社 2017年＜第64回青少年読書感想文全国コンクール課題図書（小学校高学年の部）＞
- 『自由への道　奴隷解放に命をかけた黒人女性　ハリエット・タブマンの物語』学研 2018年
- 『なまはげ』池田まき子：文　早川純子：絵 　汐文社 2020年